# Joan Jett
Joan Jett (urodzona jako Joan Marie Larkin 22 września 1958 w Filadelfii) – amerykańska gitarzystka, kompozytorka, autorka tekstów, producentka i wokalistka (mezzosopran) rockowa, okazjonalnie zajmująca się także aktorstwem.
Jest najbardziej znana z przynależności do zespołu Joan Jett & the Blackhearts od początku lat 80. XX wieku. W poprzedniej dekadzie działała w pionierskim żeńskim zespole The Runaways, znanym ze swojego hitu „Cherry Bomb”. Piosenka The Blackhearts „I Love Rock ’n’ Roll” osiągnęła pierwsze miejsce wielu list przebojów na całym świecie. Inne przeboje zespołu to „Crimson and Clover”, „I Hate Myself for Loving You”, „Do You Wanna Touch Me”, „Light of Day”, „Love Is All Around” oraz „Bad Reputation”.
Jej trzy albumy (I Love Rock ’n’ Roll, Album i Up Your Alley) zostały certyfikowane jako złota lub platynowa płyta. Gitarzystka została uznana za ikonę feminizmu. Jett została okrzyknięta Królową Rock & Rolla. Jest również znana pod pseudonimem Matki Chrzestnej Punka. W 2015 roku została wprowadzona do Rock and Roll Hall of Fame.
W 2003 roku została sklasyfikowana na 87. miejscu listy 100 najlepszych gitarzystów wszech czasów magazynu „Rolling Stone”. W 2006 roku piosenkarka została sklasyfikowana na 65. miejscu listy 100 najlepszych wokalistów wszech czasów „Hit Parader”.

## Kariera
W wieku 15 lat założyła zespół The Runaways, należący do pionierów kobiecego rocka. Zespół istniał cztery lata. Jett pełniła w nim funkcję gitarzystki rytmicznej i wokalistki (w latach 1975–1977 jako druga wokalistka obok Cherie Currie, a od połowy roku 1977 do 1979 była główną piosenkarką).
Po rozpadzie The Runaways Joan Jett pojechała do Wielkiej Brytanii, w celu poznania członków Sex Pistols. Wraz ze Steve’em Jonesem i Paulem Cookiem nagrała kilka utworów, w tym także pierwotną wersję jej największego hitu, „I Love Rock N’ Roll”. Współpracowali z nią także podczas nagrywania jej pierwszej solowej płyty, Bad Reputation (pierwotnie wydanej jako Joan Jett w 1980). W 1981 roku postanowiła założyć po raz kolejny własny zespół. W ogłoszeniu zamieściła tekst: „Szukam trzech dobrze wyglądających facetów grających na instrumentach”. Po znalezieniu muzyków wydała takie hity, jak „I Love Rock N’ Roll”, „Bad Reputation”, cover The Runaways „Cherry Bomb”, cover Bruce’a Springsteena „Light Of Day”, „Crimson And Clover” i „I Hate Myself For Loving You”. Joan Jett wraz z The Blackhearts gra do dziś, a ich ostatnio wydaną płytą była Unvarnished (2013).
Jest feministyczną ikoną w muzyce rockowej. Kultura riot grrrl była inspirowana przede wszystkim jej osobą. Joan współpracowała między innymi z Bikini Kill, L7 i Babes in Toyland, czyli z głównymi artystkami nurtu riot grrrl.
Inspiracją była dla niej Suzi Quatro. Jak sama Joan powiedziała, „skoro ona [Suzi Quatro] może grać rock ‘n’ rolla, to ja też mogę”.

## Dyskografia
- Joan Jett  (później wydane jako Bad Reputation)  (1980)
- Bad Reputation  (1981)
- I Love Rock ’n’ Roll  (1981)
- Album  (1983)
- Glorious Results of a Misspent Youth  (1984)
- Good Music  (1986)
- Up Your Alley  (1988)
- The Hit List  (1990)
- Notorious  (1991)
- Flashback  (1993)
- Pure and Simple  (1994)
- Evil Stig  (z The Gits)  (1995)
- Fit to Be Tied  (1997)
- Fetish  (1999)
- Jett Rock  (2003)
- Naked  (2004)
- Sinner  (2006)
- Greatest Hits  (2010)
- Unvarnished  (2013)

## Filmografia
| Tytuł | Rok  | Uwagi                                                    | Źródło |
| ----- | ---- | -------------------------------------------------------- | ------ |
| Lemmy | 2010 | film dokumentalny, reżyseria: Greg Olliver, Wes Orshoski | [ 13 ] |

## Nagrody i wyróżnienia
| Rok  | Kategoria        | Tytułem   | Nagroda                     | Nota | Źródło |
| ---- | ---------------- | --------- | --------------------------- | ---- | ------ |
| 2014 | Golden God Award | Joan Jett | Revolver Golden Gods Awards | Laur | [ 14 ] |

## Życie prywatne
Joan została, ze względów etycznych, wegetarianką. W roku 2011 nagrała dla organizacji PETA krótkie wideo, w którym zachęca do wegetarianizmu, podnosząc jego znaczenie dla zdrowia i ochrony środowiska.